# Les Jardins de lumière
 (janvier 2017).
Si vous disposez d'ouvrages ou d'articles de référence ou si vous connaissez des sites web de qualité traitant du thème abordé ici, merci de compléter l'article en donnant les références utiles à sa vérifiabilité et en les liant à la section « Notes et références ».
Les jardins de lumière est un roman de l’écrivain franco-libanais Amin Maalouf, paru en 1991.

## Résumé
L'action du roman Les jardins de lumière, œuvre de l’écrivain Amin Maalouf, se déroule au IIIe siècle après Jésus-Christ dans l'empire perse sous domination sassanide. Le fil rouge du roman se construit autour du prophète Mani, fondateur de la religion du manichéisme. Le lecteur en apprend tout d'abord plus sur les racines du prédicateur, en particulier sur la communauté elkasaïte dans laquelle il évolua jusqu'à l'âge adulte. La communauté des « vêtements blancs », comme elle est nommée dans le roman, en référence aux habits incolores qu'avaient l'habitude des porter ces groupes de croyants, est dépeinte comme un groupe à la philosophie très exigeante pour les fidèles qui se doivent d'abandonner tout plaisir terrestre pour vivre au sein de la communauté.
Nous suivons l'évolution du héros principal au sein de cet univers, souvent choqué par les injustices que subissent les fidèles qui s'égarent des prescriptions du « père » de la communauté. Le héros trouve un ami en Melchios, un fidèle de la communauté qui s'égare souvent par ses actes de la foi prônée. Après plusieurs années de patience et l'expulsion de son unique ami de la secte, le futur prophète choisi de quitter la communauté pour apporter son « message de vérité » au peuple à la suite d'une révélation de son jumeau divin l'encourageant à le faire.
Mani entreprend donc son voyage et répand sa foi nouvelle, qui refuse de déclarer comme fausses les autres religions de l'empire, que ce soit le christianisme, le judaïsme ou le zoroastrisme, religion dominante d'alors. Selon lui, chaque religion permet de se rapprocher de dieu et l'objectif de chaque homme est de trouver la « lumière en lui » qui lui permette de dominer ses « ténèbres intérieures ». La foi syncrétique qu'il propage lui vaudra beaucoup d'ennemis, dont notamment le mage zoroastrien Kirdir qui voit en lui une menace pour la « vraie religion », c'est-à-dire pour le zoroastrisme. 
Peu à peu, Mani gagnera la confiance des souverains sassanides qui lui donneront leur protection afin de lui permettre de répandre son message à travers l'empire, allant même jusqu'à avoir un accès privilégié au roi Shapur Ier. Possédant une influence certaine sur le roi, le mystique tombera pourtant en disgrâce lorsqu'il refusera de soutenir la guerre contre les romains, la guerre allant à l'encontre du message qu'il propageait.
Son rival Kirdir fera alors de son mieux pour le neutraliser, ce qui sera le cas peu après la mort du roi Shapur Ier, protecteur de Mani. Son fils cadet, Hormizid Ier, succède à son père et compte propager le message manichéen à travers l'empire, convaincu par le héros principal. Hormizid est pourtant empoisonné par Kirdir, lors d'une cérémonie religieuse permettant l'accession au trône perse. Son frère qui lui succède, Varham Ier, ne tardera pas, sous l'influence du mage zoroastrien, à confondre Mani et à le condamner à mort.

## Analyse
Le Liban et le monde arabe contemporains de Maalouf transparaissent dans le roman : l'éditeur de la collection le Livre de poche fait un lien entre le Liban "déchiré par les fanatismes" contemporain de Maalouf, et l'histoire de Mani. Le récit de Maalouf, de genre historique (comme ses romans Le Rocher de Tanios ou Léon l'Africain) est linéaire, retraçant la vie de Mani avant que la postérité ne retienne le "manichéisme" comme une opposition grossière entre bien et mal. Mani évolue dans un Empire qui forme une prémisse d'un Orient à la fois grand et faible, mené par des empereurs ineptes. Le sacrifice de Mani (comme celui de Tanios, dans le Rocher de Tanios) concorde avec une conception pessimiste de l'Histoire, celle-ci (et notamment l'Histoire du Liban) constituant un centre d'intérêt de l'auteur. 
Comme Léon l'Africain et Samarcande, premiers romans de Maalouf, ce roman s'autorise un regard sur la crise du monde arabe de l'époque contemporaine, à partir d'un passé reconstitué (on sait peu de choses de Mani) narré sans nostalgie, et posant la question de la diversité des civilisations. 
L'un des thèmes est l'identité liée à la religion, qui intéresse Maalouf dans d'autres écrits (Les Identités meurtrières, par exemple) et qui se traduit dans celui-ci par un voyage erratique à des fins de syncrétisme religieux. Mani apparaît ainsi comme un "prophète voyageur", victime de l'intolérance religieuse. Son histoire se construit sur une opposition entre l'espace clos des Vêtements-Blancs (dont le chef, Sittaï, est le personnage historique Elchassai qui se méfiait du feu) et le voyage de Mani, d'errance et d'aventures.